# Cyrtandra kandavuensis
Cyrtandra kandavuensis är en tvåhjärtbladig växtart som beskrevs av Albert Charles Smith. Cyrtandra kandavuensis ingår i släktet Cyrtandra och familjen Gesneriaceae. Inga underarter finns listade i Catalogue of Life.